# (8176) 1991 WA
1991 دابليو أي (ويعرف أيضًا باسم (8176) 1991 دابليو أي وفق تسمية الكوكب الصغير) (بالإنجليزية: 1991 WA)‏ هو كويكب ضمن حزام الكويكبات؛ وترتيبه 8176 من حيث الاكتشاف.
اكتُشف هذا الجُرم الفلكي بواسطة روبرت إتش ماكنوت في 29 نوفمبر 1991.

## وصلات خارجية
- (8176) 1991 WA في قاعدة بيانات مختبر الدفع النفاث لأجرام النظام الشمسي الصغيرة

- الاكتشاف · مخطط المدار ·  العناصر المدارية · المعلمات المادية

- (8176) 1991 WA على موقع ويكي سكاي: DSS2, SDSS, GALEX, IRAS, Hydrogen α, X-Ray, Astrophoto, Sky Map, Articles and images